# Воронцово (Суздальский район)
Воронцово — деревня в Суздальском районе Владимирской области России, входит в состав Новоалександровского сельского поселения.

## География
Деревня расположена на берегу речки Колочка в 13 км на северо-запад от центра поселения села Новоалександрово и в 25 км на северо-запад от Владимира.

## История
В конце XIX — начале XX века деревня входила в состав Оликовской волости Владимирского уезда, с 1926 года — в составе Стародворской волости. В 1859 году в деревне числилось 50 дворов, в 1905 году — 50 дворов, в 1926 году — 96 хозяйств.
С 1929 года деревня являлась центром Воронцовского сельсовета Владимирского района, с 1935 года — в составе Стародворского сельсовета Небыловского района, с 1965 года — в составе Суздальского района, с 2005 года — в составе Новоалександровского сельского поселения.

## Население
| 1859 | 1905 | 1926 |
| ---- | ---- | ---- |
| 336  | 470  | 481  |

| 1859 | 1905 | 1926 | 2002 | 2010 | 2021 |
| ---- | ---- | ---- | ---- | ---- | ---- |
| 336  | ↗470 | ↗481 | ↘10  | ↘3   | ↗9   |